# 한현
한현(韓玄, ? ~ ?)은 중국 후한 말의 정치가이다.

## 행적
유표(劉表)를 섬겼다.
208년, 조조가 형주를 재패하였을 때, 장사(長沙) 태수(太守)로 임명되었으며, 이듬해 유비가 형주 남부 4군(장사, 영릉, 계양, 무릉)을 공격하자 항복하였다.
선주전에는 단지 항복했다고 적혀있는 것을 보아 항복 후 재임했던 것으로 추측된다.

## 《삼국지연의》에서의 한현
조조(曺操)의 부하 한호(韓浩)의 형으로 나오며, 성질이 급하여 곧바로 사람을 죽이는 인물로 묘사되었다.
209년, 관우(關羽)가 침공해오자 수하 황충(黃忠)을 보내어 관우와 황충이 싸우게 했다. 황충이 낙마하자 관우는 황충을 죽이지 않았고, 또 다시 둘이 겨루는데 황충은 관우의 은혜를 갚고자 일부러 관우에게 화살을 빗맞추었다. 한현은 황충이 딴 마음을 품은 것으로 잘못 생각하고 황충을 체포한다. 황충을 처형하려고 하였지만, 객장 위연(魏延)이 황충을 구하기 위해 백성들을 선동하고 반란을 일으키는 바람에 오히려 자신이 살해당했다.

## 한호와의 가족관계에 대하여
《삼국지연의》에서의 한현은 한호(韓浩)의 형으로 등장하였으나, 《정사삼국지》에서는 한호의 형이라는 언급은커녕 가족이나 친척이라는 언급도 없다. 그리고 정사에서는 유비(劉備)가 장사를 공격하였을 때 투항만 하였다고 되어 있을 뿐이며, 연의에서는 위연에게 죽임을 당하여 한호가 한현의 원수를 갚기 위해 황충과 싸운다는 내용으로 되어 있다. 이것으로 보아 한현은 한호의 형이라고 할 수 없다.

## 같이 보기
- 삼국지 인물 목록